# جان کیو. ای. براکت
جان کوئینسی آدامز براکت (John Quincy Adams Brackett)‏ (۸ ژوئن ۱۸۴۲–۶ آوریل ۱۹۱۸)، حقوق‌دان و سیاست‌مدار آمریکایی از ایالت ماساچوست بود. وی که یک جمهوری‌خواه و طرفدار اعتدال و میانه‌روی بود از سال ۱۸۹۰ تا ۱۸۹۱ یک دوره به عنوان سی و ششمین فرماندار ایالت ماساچوست خدمت نمود. وی در نیوهمپشایر متولد شد و در هاروارد آموزش دید و قبل از ورود به سیاست در بوستون مصروف وکالت بود.
براکت در مجلس نمایندگان ماساچوست در سال ۱۸۸۵ به مقام ریاست مجلس رسید و در زمان فرمانداری اولیورایمز، نائب فرماندار ماساچوست انتخاب شد. براکت جانشین ایمز شد اما پیشنهاد وی برای انتخاب مجدد در سال ۱۸۹۱ به‌واسطه تنفیذ شدید قوانین محدودکنندهٔ مشروبات الکلی و اثرات منفی اقتصادی آن بر وضعیت تعرفه مک کینلی، به پایان رسید. وی در کنوانسیون قانون اساسی ماساچوست سال ۱۹۱۷–۱۹۱۸ نماینده بود اما قبل از پایان کنوانسیون درگذشت.

## سال‌های اولیه
جان کویزی آدامز براکت در ۸ ژوئن ۱۸۴۲ در خانوادهٔ آمبروز اس. براکت کفاش و کشاورز و نانسی (براون) براکت، در بردفرد نیوهمپشایر متولد شد. براکت قبل از ورود به کالج هاروارد، در آکادمی کلبی در نزدیکی لندن نو پذیرفته شد. براکت مدرک لیسانس خود را از هاروارد به‌دست‌آورد و در این دانشگاه سخنران کلاس بود و در سال ۱۸۶۸ از مدرسه حقوق هاروارد فارغ شد. براکت بعداً در بوستون دفتر وکالت باز کرد، در ابتداء حرفه وکالت را مستقلانه و بعداً با مشارکت لوی سی. وید به پیش می‌برد. او از سال ۱۸۷۴ تا ۱۸۷۶ سمت قاضی نظامی تیپ نخست شبه‌نظامیان ماساچوست را به‌عهده داشت. در ۲۰ ژوئن سال ۱۸۷۸ با آنجی‌مورپک ساکن شهر آرلینگتون ایالت ماساچوست ازدواج نمود و چهار فرزند داشتند.

## اوایل حرفهٔ سیاسی
براکت از جمله جمهوری‌خواهان جوان ترقی‌خواه بود که در دهه ۱۸۸۰ به حزب جان تازه‌ای بخشید و گاهی با اعضای کهن‌سال حزب به رقابت می‌پرداخت و آن‌ها را شکست می‌داد. ورود براکت به سیاست از شورای عمومی بوستون که از سال ۱۸۷۳–۱۸۷۷ در آن مصروف خدمت بود، آغاز گردید. براکت بعداً از سال ۱۸۷۷ تا ۱۸۸۲ و مجدداً از ۱۸۸۴ تا ۱۸۸۷، به عنوان نماینده بوستون از ناحیه هفدهم سافولک در مجلس نمایندگان ماساچوست خدمت نمود. وی در کمیته‌های متعددی، از جمله به‌عنوان رئیس کمیته قضائی و قوانین خدمت نمود. براکت از سال ۱۸۸۵ تا سال ۱۸۸۷ رئیس مجلس بود. یکی از دستاوردهای عمدهٔ براکت به عنوان قانون‌گذار، تأسیس بانک‌های تعاونی بود که به‌منظور تشویق صرفه‌جویی در میان قشر کارگر طراحی شده بود. به عنوان رئیس مجلس، مباحث خیلی‌ها بحث‌برانگیز، از جمله اطاله بررسی قصدی لایحهٔ ایجاد نیروی پلیس برای کلان‌شهر بوستون را مدیریت نمود.

## نائب فرماندار و فرماندار
براکت از ۱۸۸۷ تا ۱۸۹۰ در زمان فرمانداری اولیورایمز، به‌صفت سی و چهارمین نائب فرماندار ماساچوست خدمت نمود. در بیشتر اوقات سال‌های ۱۸۸۸ و ۱۸۸۹، به دلیل بیماری فرماندار ایمز، براکت به عنوان سرپرست فرمانداری خدمت نمود، به‌ویژه در این مقام از ایالت ماساچوست در جشن صدمین سالگرد توافق‌نامهٔ اوهایو و در مراسم افتتاح یادبود پیلگریم در پلیموث، نمایندگی نمود. در سال ۱۸۸۹ به‌محض اینکه ایمز بازنشسته شد، براکت برای جانشینی او خود را کاندیدا نمود. وی در داخل حزب توسط ائتلاف حامیان بلین (مخالف ماگوامپس) و لابی‌گر مشروبات الکلی، مورد حمایت قرار گرفت. براکت به‌جای درگیر شدن در فعالیت‌های سیاسی برای به‌دست آوردن رأی حوزه‌های انتخاباتی محلی، با دور زدن کارگزاران قدرت اصلی حزب، هر یک سناتور ابنیزر آر. هوار و هنری‌ال. داوز، برندهٔ نامزدی داخل حزبی شد. پیروزی براکت با ۴۸ در صد رأی مردم یکی از بدترین جلوه‌های هر فرماندار جمهوری‌خواه تا به امروز در این ایالت بود.
براکت در حریان سال‌های خدمت خود به دفاع از بانک‌های تعاونی ادامه داد و قوانینی را برای معافیت اسهام آن‌ها از مالیات ایالتی وضع کرد. براکت همچنین دستور کار اصلاحات مالیاتی را به پیش برد و طرفدار بهبود زندان‌های ماساچوست بود.
براکت در یک اقدامی که بعداً بحث‌برانگیز ثابت شد، قانونی را توشیح نمود که امتیاز انحصاری ساخت تراموی شهری بر فراز زمین را به شرکت خط آهن وست اند استریت که قبل از سیستم حمل و نقل عمومی بوستون یا MBTA امروزی وجود داشت اعطاء نمود. هنری ویتنی رئیس شرکت اند، به‌خاطر تکنیک‌هایی که برای حصول تصویب قانونی این امتیاز به‌کار برد، مورد انتقاد قرار گفت، این تکنیک‌ها عبارت از رشوه‌ستانی قانون‌گذاران، حفظ تعداد زیادی از لابی‌گران مزد بگیر (از جمله ویلیام گاستون فرماندار سابق) و تأدیه پول برای مطبوعات همسو در روزنامه‌های محلی. شرکت وست اند نیز فوراً از این امتیاز به صورت فعال استفاده ننمود و این کار تا حدی به‌خاطر مسائل مربوط به سطح بالای بدهی در نواحی بازرگانی پُر ازدحام شهر و مساعد بودن فناوری خط آهن پیش‌رفته در جغرافیای بوستون بود. عدم انجام این کار، اتهامات بیشتری به همراه داشت مبنی بر این‌که این امتیاز به‌منظور له نمودن رقابت به‌دست آمده بود.
دورهٔ فرمانداری براکت نشانگر نقطه ضعف حزب جمهوری‌خواه ایالتی بود و ریچارد هارموند تاریخ‌نویس، براکت را یک شخص «قابل انعطاف و میان‌حال» توصیف نمود. حزب در داخل خود بین ماگوامپس و حامیان بلین و به همین‌گونه میان رهبران جوان و کهن‌سال تقسیم شده بود. قوانین کنترل مشروبات الکلی موضوع عمده‌ای بود که سبب بعضی مشکلات برای حزب شد. تعداد زیادی از اعضای رهبری حزب طرفدار چنین قوانینی بودند اما با ممنوعیت مطلق مشروبات الکلی مخالف بودند. حزب در سال ۱۸۸۶ برای مقاصد سیاسی رسماً از اصلاحیهٔ قانون اساسی مبنی بر ممنوعیت مشروبات الکلی اعلام حمایت نمود، اما این اقدام نتوانست حمایت قابل توجه جامعه طرفدار منع مشروبات الکلی را جلب نماید. یک رفراندم عمومی در سال ۱۸۸۹ برای گنجانیدن ممنوعیت در قانون اساسی ایالتی ماساچوست به شکست مواجه شد و باعث ناراحتی طرفداران ممنوعیت شد و براکت به شیوهٔ متفاوتی به موضوع مورد منازعه رسیدگی کرد. اگر چه وی با این اصلاحیه مخالفت ورزید، اما دستور تسریع تنفیذ قوانین موجود را صادر نمود که منتج به بسته شدن مشروب فروشی‌های شد که خدمات ارائه غذا را انجام نمی‌دادند. این اقدام با واکنش شدید مردم مواجه شد و توسل جمهوری‌خواهان به احساسات بومی‌گرای ضد کاتولیک، نیز تعداد زیادی از حامیان کاتولیک فرانسوی-کانادایی را به سمت دموکرات‌ها سوق داد. این عوامل همراه با تأثیرات منفی تعرفه مک کیلی بر اقتصاد ماساچوست، به قیمت انتخاب مجدد براکت تمام شد. براکت در انتخابات سال ۱۸۹۰ توسط ویلیام ای. راسل کاندیدا دموکرات در یکی از موفق‌ترین انتخابات برای دموکرات‌ها در ایالت از زمان جنگ داخلی آمریکا، شکست خورد.

## اواخر سال‌های زندگی
براکت بعداً به حرفه وکالت‌اش در بوستون برگشت اما به فعالیت در حزب خود ادامه داد. وی در سال ۱۸۹۱ از کاندیداتوری برای پُست فرمانداری در برابر راسل مشهور خودداری نمود، در سال ۱۸۹۲ در کنوانسیون ملی جمهوری‌خوان نماینده بود و در سال‌های ۱۸۹۶ و ۱۹۰۰ به عنوان گزینش‌گر رئیس‌جمهور خدمت نمود. در سال ۱۹۱۷ براکت نقش فعالی در کنوانسیون قانون اساسی ماساچوست سال‌های ۱۹۱۷–۱۹۱۸ داشت.
براکت در سال ۱۸۸۷ خانه را به سبک ملکه آن در خیابان پلیزنت واقع شهرستان آرلینگتون ایالت ماساچوست اعمار نمود و تا زمان مرگ‌اش در سال ۱۹۱۸ در آنجا زندگی کرد. این خانه در فهرست ثبت ملی اماکن تاریخی به عنوان بخشی از ناحیهٔ تاریخی مرکز آرلینگتون و همچنین ناحیهٔ تاریخی خیابان پلیزنت محلی درج شده‌است. مدرسه ابتدائی براکت در خیابان شرقی آرلینگتون نخستین بار در سال ۱۹۳۱ ساخته شد و به نام وی نام‌گذاری شد.

## کتابشناسی
- A Catalogue of the City Councils of Boston, 1822–1908, Roxbury, 1846–1867, Charlestown 1847–1873 and of The Selectmen of Boston, 1634–1822 also of Various Other Town and Municipal officers. Boston, MA: City of Boston. 1909. OCLC 14880558.
- Journal of the Constitutional Convention of the Commonwealth of Massachusetts. Boston: Wright & Potter printing co. , state printers. 1919.
- Massachusetts House (1885). Journal of the House of Representatives of the Commonwealth of Massachusetts, 1885. Boston: Commonwealth of Massachusetts.
- Bacon, Edwin Monroe, ed. (1896). Men of Progress: One Thousand Biographical Sketches and Portraits of Leaders. Boston: New England Magazine.
- Brownell, Thomas Franklin (1885). Harvard College Class of 1865 Secretary's Report No. 6, June 1878 to June 1885. New York. OCLC 27064885.
- Cheape, Charles (1980). Moving the masses: urban public transit in New York, Boston, and Philadelphia, 1880–1912. Cambridge, MA: Harvard University Press. ISBN 978-0-674-58827-1. OCLC 470921378.
- Gifford, Stephen Nye (1877). "A Manual for the Use of the General Court". Manual for the Use of the General Court. Boston: Massachusetts General Court. ISSN 0196-5298. OCLC 1251790.
- Harmond, Richard (1974). "Troubles of Massachusetts Republicans During the 1880s". Mid-American (Volume 56): 86–99.
- Hennessy, Michael (1917). Twenty-five years of Massachusetts Politics. Boston: Practical Politics. OCLC 1172863.
- Hurd, Duane Hamilton (1890). History of Middlesex County, Massachusetts: With Biographical Sketches of Many of Its Pioneers and Prominent Men Vol. 1. Philadelphia: J. W. Lewis & Co. OCLC 2155461.
- Petrin, Ronald Arthur (1990). French Canadians in Massachusetts Politics, 1885–1915: Ethnicity and Political Pragmatism. Philadelphia: Balch Institute Press. ISBN 978-0-944190-07-4. OCLC 20171247.
- Rand, John Clark, ed. (1890). One of a thousand, a series of biographical sketches of one thousand representative men resident in the Commonwealth of Massachusetts, A.D. 1888–89. Boston: First National Publishing Co. OCLC 1306357.
- Reno, Conrad (1901). Memoirs of the Judiciary and the Bar, Volume 2. Boston: Century Memorial Publishing. OCLC 426554681.
- Rotch, William (1921). Harvard College Class of 1865 Secretary's Report No. 11 1907 to 1921. Boston: Geo. H. Ellis Co.